# Lysania
Lysania là một chi nhện trong họ Lycosidae.